# Monopolkapitalismus

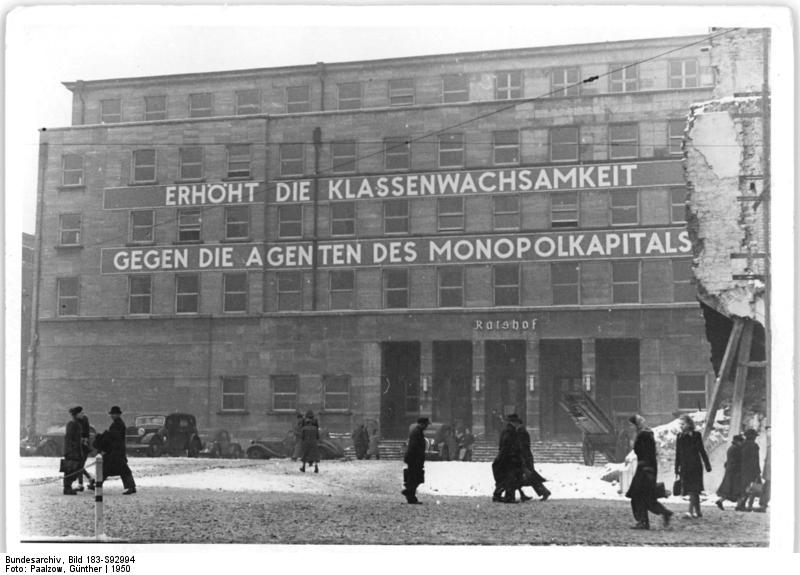
Transparent am Rathaus von Halle (Saale) (1950), Aufnahme aus dem Bundesarchiv

Der Monopolkapitalismus ist im Marxismus eine Entwicklungsphase des Kapitalismus, in dem durch Konzentration, Zentralisation und  Kartellbildung breiter Wirtschaftszweige der frühere Konkurrenzkampf weitgehend aufgehoben ist beziehungsweise andere Formen annimmt (siehe auch Imperialismus). In dieser Phase haben Oligarchen, Großgrundbesitzer und Großkonzerne zumindest in den Schlüsselindustrien eine marktbeherrschende Stellung (Monopol).
Die Monopolisierung und Kartellbildung am Ende des 19. Jahrhunderts geschah nicht zwangsläufig, sondern hatte ihre Ursache auch in einer Politik, die die Vermachtung der Märkte als Beitrag zu Konjunkturdämpfung und Produktivitätssteigerung förderte. Heute wird in den meisten marktwirtschaftlichen Ländern durch rechtliche und institutionelle Einflussnahme versucht, Einschränkungen des Wettbewerbs zu verhindern (in Deutschland beispielsweise durch das GWB und das Bundeskartellamt).

## Theorie

### Karl Marx
Schon im Band I von Das Kapital beschreibt Karl Marx den Zentralisationsprozess des Kapitals. Marx nimmt an, dass die Profitabilität vor allem dadurch gesteigert wird, dass je Arbeitsplatz immer mehr konstantes Kapital investiert wird. Daraus folgt, dass schließlich immer mehr Rationalisierungsinvestitionen zu Lasten von Erweiterungsinvestitionen stattfinden. Im Ergebnis führt dies dazu, dass die Beschäftigung insgesamt immer schwächer ausgedehnt wird. Soweit die einzelnen Unternehmen noch die Beschäftigung ausweiten, geschieht dies dadurch, dass andere Unternehmen aus dem Markt gedrängt werden, aufgekauft oder sonst wie geschluckt werden.
Im Band III wird dies noch einmal ausführlich geschildert im Zusammenhang mit dem Gesetz des tendenziellen Falls der Profitrate. Im Ergebnis werden die verschiedenen Wirtschaftszweige von immer weniger Unternehmen, im äußersten Fall von Monopolen beherrscht. Damit ändert sich die Erscheinung der Konkurrenz. Monopole oder Oligopole stehen weniger in Konkurrenz mit Unternehmen, die das gleiche Produkt herstellen. Es geht aber nach wie vor um eine möglichst hohe Profitrate oder um langfristig gesicherte Profite. Es kommt zur Konkurrenz zwischen Monopolen unterschiedlicher Branchen. Ein Stahlkonzern gerät beispielsweise in Konflikt mit einer Eisenbahngesellschaft, die hohe Transportkosten verlangt. Öl-, Straßenbau und Automobilkonzerne geraten in Konflikt mit Eisenbahngesellschaften. Ein jüngeres Beispiel: Unternehmen, welche das Internet verbreiten wollen, geraten in Konflikt mit Telefonmonopolen, die hohe Telefongebühren verlangen.
Bei diesen Auseinandersetzungen zwischen den Giganten geht es auch um den Einfluss auf den Staat. So kann die Eisenbahngesellschaft mit den hohen Transportpreisen verstaatlicht werden, um dann zu Kostenpreisen zu transportieren. Die Telefonmärkte können dereguliert werden. Trusts können (im Interesse anderer Monopole) zerschlagen werden. Konkurrenten auf dem Weltmarkt können mit Hilfe staatlichen Protektionismus ferngehalten werden. Billige Rohstoffe können mit Hilfe imperialistischer Politik gesichert werden. Schließlich kann der Staat in Not geratene Großunternehmen durch Subventionen retten oder als Großauftraggeber, häufig in der Rüstungsindustrie, Konzerne stützen. Der Monopolkapitalismus wird sich also rasch zu einem staatlichen Monopolkapitalismus fortentwickeln, bei welchem die herrschenden Monopole eng mit dem Staatsapparat verstrickt sind.
Verlagert sich die Konkurrenz weg von einer Konkurrenz zwischen Unternehmen einer Branche hin zu einer Konkurrenz zwischen kapitalistischen Nationalstaaten und Kapitalblöcken, nimmt sie mehr und mehr auch militärische Formen an. Es kann sich eine permanente Rüstungswirtschaft mit eigenen Widersprüchen herausbilden.
Vor allem Friedrich Engels wies in seinen Anmerkungen zu den nach Marx’ Tod herausgegebenen Bänden darauf hin, dass, während Marx vor allem vom Wettbewerbskapitalismus ausgegangen sei, nun eine starke Konzentration des Kapitals auftrat.

### Rudolf Hilferding und Lenin
Rudolf Hilferding als Vertreter des Austromarxismus analysierte in seinem Buch Das Finanzkapital 1910 den weiteren Prozess der Monopolisierung des Kapitals, in seiner späteren Eigenschaft als sozialdemokratischer Politiker der Weimarer Republik sah er im Staatsmonopolkapitalismus aber einen möglichen Weg zur Überwindung des kapitalistischen Wirtschaftssystems.
Lenins Schrift Der Imperialismus als höchstes Stadium des Kapitalismus 1916/17 zieht weitere, auch statistische Quellen heran, um eine Monopolisierung des Kapitals nachzuweisen. Nach seiner Theorie kann der Kapitalismus nicht durch eine Rückführung zum Wettbewerbskapitalismus „entschärft“ werden, da der Monopolkapitalismus genau aus dieser Basis entstanden ist. Er bezieht sich öfters auf Hilferding, tritt aber in eine klare Gegenposition zu Karl Kautsky. Er greift insbesondere dessen Ultra-Imperialismus-These heftig an – also die Vorhersage einer Beendigung des Imperialismus durch Eintritt einer neuen Stufe des Kapitalismus, in der durch ein organisiertes Interessenmanagement zwischen den imperialistischen Mächten und unterstützt durch wechselseitige Kapital- und Handelsverflechtungen ein Krieg zwischen ihnen unwahrscheinlich oder unmöglich wird.
Der Monopolkapitalismus verringert nach Lenin die Anarchie der Produktion. Beim Bestehen von Trusts höre die Planlosigkeit des Kapitalismus auf. Die Monopolisten werden sich der Notwendigkeit bewusst Ordnung in die Anarchie zu bringen und das Bemühen den Produktionsapparat rational zu organisieren zwinge sie zusammen.

### Moderne Interpretation
Die bisher genannten Abhandlungen zum Monopolkapitalismus stammten aus der Zeit vor dem Ende des Ersten Weltkrieges. Die beiden folgenden, teilweise der Neuen Linken zugezählten Autoren analysierten den Monopolkapitalismus nach den gravierenden Veränderungen der Zeit 1918–1945.
Franz Neumann hat in seiner detailreichen Analyse, veröffentlicht unter dem Titel Behemoth. Struktur und Praxis des Nationalsozialismus (1942/1944), das nationalsozialistische Wirtschafts- und Herrschaftssystem als „totalitäre Monopolwirtschaft“ gekennzeichnet. Seine zentrale These lautet, dass im Zentrum der Diktatur „das Interesse der Sicherung der Kapitalreproduktion im Rahmen einer Monopolbildung“ steht, „die an die Interessen der wesentlichen Kräfte der NSDAP anschließt“.
Paul A. Baran und Paul Sweezy zufolge wurde der Wettbewerbskapitalismus längst von einem Monopolkapitalismus abgelöst. Dieser ist dadurch gekennzeichnet, dass riesige monopolistische Unternehmen (die sogenannten Mammutkonzerne) die Wirtschafts- und Gesellschaftsordnung dominieren, da sich das Kapital zunehmend auf diese konzentriert. Den beiden Autoren ging es in ihrem gemeinsam verfassten Werk Monopolkapitalismus – Ein Essay über die amerikanische Wirtschaftsordnung (1965) darum, anhand der USA eine Analyse über den Monopolkapitalismus zu liefern. Das Kernstück ihres Essays dreht sich um „die Produktion und Absorption des Surplus unter den Bedingungen des Monopolkapitalismus“.
Der amerikanische Soziologe Charles Wright Mills schreibt in seinem 1956 erschienenen Werk Die Machtelite, dass es bei jedem sich entwickelnden größeren Industriezweig anfangs einen lebhaften Wettbewerb von vielen kleinen Firmen gibt. Beim Konkurrenzkampf bleiben dann drei oder fünf Großunternehmen übrig, die dazu übergehen, alle wichtigen Entscheidungen in Ausschüssen zu besprechen, weil zu viel auf dem Spiel steht, Entscheidungen dem Einzelnen oder dem Zufall zu überlassen. Mills stimmt der These von John K. Galbraith zu, nach der der „Unterschied zwischen der Monopolherrschaft einer einzelnen Firma und der einiger weniger großer“ nur „geringfügig“ sei. Diese Großkonzerne bildeten nach Mills keineswegs eine „Gruppe einsamer Riesen“, sondern seien auf vielfältige Weise u. a. in den Wirtschaftsverbänden verflochten und verwandelten so eng begrenzte wirtschaftliche Macht in eine Macht der gesamten Industrie. Es komme dabei zur Herausbildung einer neuen Funktionselite, denn an der Spitze der großen Aktiengesellschaften müssten Leute stehen, die sich aus dem begrenzten Horizont ihres Unternehmens lösen und ihren ganzen Industriezweig vertreten. Deren Macht beruhe zwar immer noch auf dem Eigentum, aber es sei zum Eigentum der ganzen Klasse geworden.
Mills stellte fest, dass es eine Gruppe von 55 Personen war, die für die Entscheidungen im Namen der Vereinigten Staaten verantwortlich waren. Sie umfassen den Präsidenten, den Vizepräsidenten, die Kabinettsmitglieder, Berater des Präsidenten, den Stab des Weißen Hauses sowie die Leiter der wichtigsten Verwaltungsabteilungen, Regierungsämter und Ausschüsse. Von diesen hatten nur 14 eine politische Karriere hinter sich, hingegen waren 30, das heißt über die Hälfte, eng mit der Großindustrie verbunden – finanziell, beruflich oder beides.

## Geschichtlicher Hintergrund
Ende des 19., Anfang des 20. Jahrhunderts kam es in Ländern wie Deutschland oder USA zunehmend zu starker Kapitalkonzentration, was auch außerhalb des Marxismus beunruhigte. In den USA wurde der Begriff der „robber barons“ geprägt, der „Raubritter“ (der Begriff soll tatsächlich von den (Raubritter-)Burgen am deutschen Rhein, die von den vorbeifahrenden Kaufleuten Zölle verlangten, inspiriert worden sein). Zunehmend wurden die „Trusts“ als eine Gefahr für die Funktionsfähigkeit der Wirtschaft angesehen. Damals entstand in den USA die Antitrustgesetzgebung (siehe auch das deutsche Kartellrecht). 1938 setzte Präsident Roosevelt das Temporary National Economic Committee zur Untersuchung der Macht von Monopolen ein.
Nach dem Zweiten Weltkrieg prägte der US-Präsident Dwight D. Eisenhower den Begriff des militärisch-industriellen Komplexes. Die marxistische Theorie der permanenten Rüstungswirtschaft führt die vergleichsweise günstige Entwicklung kapitalistischer Wirtschaften bis in die frühen 1970er Jahre auf die sehr hohen Rüstungsausgaben des Kalten Krieges zurück.
Der US-Wirtschaftswissenschaftler John Kenneth Galbraith prägte in den 1960er Jahren den Begriff der „Technostruktur“, wonach Big Business und „Big Labour“ (die großen Gewerkschaften) zu Lasten der restlichen Wirtschaft eine gemeinsame Politik betreiben.
Insbesondere vor dem Hintergrund der „Öl-Kriege“ sprechen Marxisten neuerdings gelegentlich vom „Petro-Komplex“; gemeint ist die Ölindustrie oder die Ölindustrie einschließlich der Autoindustrie. Von den 25 größten Konzernen der Welt sind 16 in der Öl- oder Automobilbranche tätig.

## Kritik
An der Theorie des Monopolkapitalismus wird das einfache linear-geschichtliche Schema kritisiert: Konkurrenzkapitalismus – Monopolkapitalismus – staatsmonopolistischer Kapitalismus oder in anderen marxistischen Richtungen Staatskapitalismus. Tatsächlich gibt es, wie schon Karl Marx in Das Kapital festgestellt hat, neben den „zentripetalen“ immer auch wieder zentrifugale Kräfte. Auch die Wechselwirkung zwischen Staat und Großkapital und der Einfluss der Banken auf die Industrie (Finanzkapital) sind einem komplizierteren geschichtlichen Wandel unterworfen. Die Entwicklung eines Weltmarkts kann nationale Monopole wieder der Konkurrenz unterwerfen.

## Zitate
„Und sobald die Kapitalbildung ausschließlich in die Hände einiger wenigen, fertigen Großkapitale fiele, … wäre überhaupt das belebende Feuer der Produktion erloschen.“